# Convocazioni al World Grand Prix 2009
Elenco delle giocatrici convocate per il World Grand Prix 2009.

## Brasile
| N° | Nome                   | Ruolo | Data di nascita  | Squadra           |
| -- | ---------------------- | ----- | ---------------- | ----------------- |
| -  | José Roberto Guimarães | All   | -                | Scavolini Pesaro  |
| 1  | Fabiana Claudino       | C     | 24 gennaio 1985  | Rio de Janeiro VC |
| 2  | Ana Takagui            | P     | 26 ottobre 1987  | Finasa            |
| 3  | Danielle Lins          | P     | 5 gennaio 1985   | Rio de Janeiro VC |
| 5  | Caroline Gattaz        | C     | 27 luglio 1981   | Rio de Janeiro VC |
| 6  | Thaísa de Menezes      | C     | 15 maggio 1987   | Finasa            |
| 7  | Marianne Steinbrecher  | S     | 23 agosto 1983   | São Caetano       |
| 8  | Adenízia da Silva      | C     | 18 dicembre 1986 | Finasa            |
| 9  | Natália Pereira        | S     | 24 aprile 1989   | Finasa            |
| 10 | Wélissa Gonzaga        | S     | 9 settembre 1982 | Finasa            |
| 13 | Sheilla de Castro      | O     | 1º luglio 1983   | São Caetano       |
| 14 | Fabiana de Oliveira    | L     | 7 marzo 1980     | Rio de Janeiro VC |
| 15 | Regiane Bidias         | S     | 2 ottobre 1986   | Rio de Janeiro VC |

## Cina
| N° | Nome        | Ruolo | Data di nascita   | Squadra  |
| -- | ----------- | ----- | ----------------- | -------- |
| -  | Bin Cai     | All   | -                 | -        |
| 1  | Li Juan     | S     | 15 maggio 1981    | Tianjin  |
| 2  | Xue Ming    | C     | 23 febbraio 1987  | Beijing  |
| 4  | Xu Yunli    | C     | 2 agosto 1987     | Fujian   |
| 5  | Ma Yunwen   | S     | 19 ottobre 1986   | Shanghai |
| 6  | Chu Jinling | S     | 29 luglio 1984    | Liaoning |
| 7  | Zhang Xian  | L     | 16 marzo 1985     | Yunnan   |
| 8  | Hui Ruoqi   | S     | 4 marzo 1991      | Jiangsu  |
| 9  | Zhao Yanni  | S     | 23 ottobre 1988   | Sichuan  |
| 10 | Wang Yimei  | O     | 11 gennaio 1988   | Liaoning |
| 11 | Wei Qiuyue  | P     | 26 settembre 1988 | Tianjin  |
| 12 | Na Yin      | O     | 3 febbraio 1988   | Tianjin  |
| 18 | Shen Jingsi | P     | 3 maggio 1989     | Bayi     |

## Corea del Sud
| N° | Nome           | Ruolo | Data di nascita   | Squadra               |
| -- | -------------- | ----- | ----------------- | --------------------- |
| -  | Lee Sung-hee   | All   | -                 | -                     |
| 1  | Kim Min-ji     | S     | 25 maggio 1985    | GS Caltex             |
| 2  | Yeum Hye-seon  | P     | 3 febbraio 1991   | Hyundai Green Fox     |
| 3  | Lee So-la      | P     | 1º settembre 1987 | Korea Expressway      |
| 5  | Kim Hae-ran    | L     | 16 marzo 1984     | Korea Expressway      |
| 6  | Oh Hyun-mi     | S     | 15 marzo 1986     | GS Caltex             |
| 8  | Kim Hye-jin    | L     | 17 febbraio 1989  | Pink Spiders          |
| 9  | La Hea-won     | S     | 28 giugno 1986    | GS Caltex             |
| 10 | Kim Yeon-koung | S     | 26 febbraio 1988  | Pink Spiders          |
| 13 | Yang Hyo-jin   | C     | 1º marzo 1990     | Hyundai Green Fox     |
| 15 | Kim Se-young   | C     | 4 giugno 1981     | KT&G Ariels           |
| 16 | Bae Yoo-na     | S     | 30 novembre 1989  | GS Caltex             |
| 19 | Kim Hee-jin    | S     | 29 aprile 1991    | Joongang Women`s H.S. |

## Germania
| N° | Nome                | Ruolo | Data di nascita   | Squadra             |
| -- | ------------------- | ----- | ----------------- | ------------------- |
| -  | Giovanni Guidetti   | All   | 20 settembre 1972 | VakıfBank           |
| 2  | Kathleen Weiß       | P     | 2 febbraio 1984   | Martinus            |
| 3  | Denise Hanke        | P     | 31 agosto 1989    | Schweriner          |
| 4  | Kerstin Tzscherlich | L     | 15 febbraio 1978  | Dresdner            |
| 7  | Heike Beier         | S     | 9 dicembre 1983   | River Piacenza      |
| 9  | Berit Kauffeldt     | C     | 8 luglio 1990     | Schweriner          |
| 10 | Anne Matthes        | S     | 30 aprile 1985    | Dresdner            |
| 11 | Christiane Fürst    | C     | 29 marzo 1985     | Robursport Pesaro   |
| 13 | Sarah Petrausch     | S     | 31 luglio 1990    | Olympia Berlino     |
| 14 | Sabrina Roß         | S     | 11 aprile 1980    | VC Stoccarda        |
| 15 | Maren Brinker       | S     | 10 luglio 1986    | Bayer 04 Leverkusen |
| 16 | Margareta Kozuch    | O     | 30 ottobre 1986   | Asystel Novara      |
| 18 | Corina Ssuschke     | C     | 9 maggio 1983     | Pallavolo Cesena    |

## Giappone
| N° | Nome             | Ruolo | Data di nascita  | Squadra           |
| -- | ---------------- | ----- | ---------------- | ----------------- |
| -  | Masayoshi Manabe | All   | 21 agosto 1963   | -                 |
| 1  | Megumi Kurihara  | S     | 31 luglio 1984   | Pioneer Red Wings |
| 3  | Yoshie Takeshita | P     | 18 marzo 1978    | JT Marvelous      |
| 4  | Kaori Inoue      | C     | 21 ottobre 1982  | Denso Airybees    |
| 6  | Yūko Sano        | L     | 26 luglio 1979   | Hisamitsu Springs |
| 7  | Hiroko Okano     | P     | 25 maggio 1976   | Okayama Seagulls  |
| 9  | Mizuho Ishida    | S     | 22 gennaio 1988  | Takefuji Bamboo   |
| 10 | Yuki Shoji       | C     | 19 novembre 1981 | Pioneer Red Wings |
| 11 | Erika Araki      | C     | 3 agosto 1984    | Volley Bergamo    |
| 12 | Saori Kimura     | S     | 19 giugno 1986   | Toray Arrows      |
| 13 | Maiko Kanō       | S     | 15 luglio 1988   | Hisamitsu Springs |
| 18 | Maiko Sakashita  | S     | 25 febbraio 1985 | JT Marvelous      |
| 19 | Kanari Hamaguchi | L     | 29 agosto 1985   | Toray Arrows      |

## Paesi Bassi
| N° | Nome               | Ruolo | Data di nascita   | Squadra              |
| -- | ------------------ | ----- | ----------------- | -------------------- |
| -  | Avital Selinger    | All   | 10 marzo 1959     | Martinus             |
| 1  | Kim Staelens       | P     | 7 gennaio 1982    | Sirio Perugia        |
| 2  | Monique Wismeijer  | P     | 21 ottobre 1978   | AMVJ                 |
| 3  | Francien Huurman   | C     | 18 aprile 1975    | Martinus             |
| 4  | Chaïne Staelens    | S     | 7 novembre 1980   | -                    |
| 5  | Robin De Kruijf    | C     | 5 maggio 1991     | Martinus             |
| 6  | Maret Grothues     | S     | 16 settembre 1988 | Martinus             |
| 8  | Alice Blom         | S     | 7 aprile 1980     | GSO Villa Cortese    |
| 10 | Janneke van Tienen | L     | 29 maggio 1979    | Sirio Perugia        |
| 11 | Caroline Wensink   | C     | 4 agosto 1984     | Martinus             |
| 12 | Manon Flier        | O     | 8 febbraio 1984   | Pieralisi Jesi       |
| 15 | Ingrid Visser      | C     | 4 giugno 1977     | VK Leningradka       |
| 16 | Debby Stam         | S     | 24 luglio 1984    | Universitet Belgorod |

## Polonia
| N° | Nome                 | Ruolo | Data di nascita   | Squadra     |
| -- | -------------------- | ----- | ----------------- | ----------- |
| -  | Jerzy Matlak         | All   | 21 giugno 1945    | -           |
| 2  | Mariola Barbachowska | L     | 3 luglio 1982     | Muszynianka |
| 3  | Anna Woźniakowska    | S     | 2 marzo 1982      | Calisia     |
| 4  | Dorota Pykosz        | C     | 22 ottobre 1978   | Muszynianka |
| 6  | Agnieszka Bednarek   | C     | 20 febbraio 1986  | PTPS        |
| 7  | Izabela Bełcik       | P     | 29 novembre 1980  | Muszynianka |
| 8  | Dorota Świeniewicz   | O     | 27 luglio 1972    | Santeramo   |
| 11 | Anna Barańska        | S     | 14 maggio 1984    | BKS         |
| 12 | Milena Sadurek       | P     | 18 ottobre 1984   | PTPS        |
| 13 | Paulina Maj          | L     | 22 marzo 1987     | PTPS        |
| 15 | Katarzyna Biel       | C     | 21 settembre 1981 | BKS         |
| 16 | Aleksandra Przybysz  | S     | 2 giugno 1980     | Muszynianka |
| 17 | Joanna Kaczor        | O     | 16 settembre 1984 | Muszynianka |

## Porto Rico
| N° | Nome                | Ruolo | Data di nascita  | Squadra               |
| -- | ------------------- | ----- | ---------------- | --------------------- |
| -  | Carlos Cardona      | All   | -                | -                     |
| 1  | Debora Seilhamer    | L     | 10 aprile 1985   | Indias de Mayagüez    |
| 3  | Vilmarie Mojica     | P     | 13 agosto 1985   | Pinkin de Corozal     |
| 4  | Tatiana Encarnación | S     | 28 luglio 1985   | Gigantes de Carolina  |
| 5  | Saraí Álvarez       | S     | 3 aprile 1986    | Indias de Mayagüez    |
| 6  | Yarimar Rosa        | S     | 20 giugno 1988   | Florida International |
| 8  | Eva Cruz            | S     | 22 gennaio 1974  | Valencianas Juncos    |
| 9  | Áurea Cruz          | S     | 10 gennaio 1982  | Llaneras de Toa Baja  |
| 11 | Karina Ocasio       | S     | 8 gennaio 1985   | Valencianas Juncos    |
| 14 | Raymariely Santos   | P     | 13 aprile 1992   | Leonas de Ponce       |
| 16 | Alexandra Oquendo   | C     | 3 febbraio 1984  | Criollas de Caguas    |
| 17 | Sheila Ocasio       | C     | 17 novembre 1982 | Valencianas Juncos    |
| 19 | Laudevis Marrero    | C     | 3 agosto 1987    | Llaneras de Toa Baja  |

## Rep. Dominicana
| N° | Nome                  | Ruolo | Data di nascita   | Squadra            |
| -- | --------------------- | ----- | ----------------- | ------------------ |
| -  | Marcos Kwiek          | All   | -                 | -                  |
| 1  | Annerys Vargas        | C     | 7 agosto 1981     | Rep. Dominicana    |
| 2  | Dahiana Burgos        | S     | 7 aprile 1985     | Rep. Dominicana    |
| 3  | Lisvel Eve            | C     | 10 settembre 1991 | Deportivo Nacional |
| 5  | Brenda Castillo       | L     | 5 giugno 1992     | San Cristobal      |
| 6  | Carmen Casó           | L     | 29 novembre 1981  | Arlenis Cordero    |
| 7  | Niverka Marte         | P     | 19 ottobre 1990   | Deportivo Nacional |
| 10 | Milagros Cabral       | S     | 17 ottobre 1978   | Los Cachorros      |
| 11 | Jeoselyna Rodríguez   | O     | 9 dicembre 1991   | Mirador            |
| 12 | Karla Echenique       | P     | 16 maggio 1986    | Deportivo Nacional |
| 16 | Marifranchi Rodriguez | C     | 29 agosto 1990    | Mirador            |
| 17 | Gina Mambrú           | S     | 21 gennaio 1986   | Los Cachorros      |
| 18 | Bethania de la Cruz   | S     | 13 maggio 1987    | Deportivo Nacional |

## Russia
| N° | Nome                  | Ruolo | Data di nascita  | Squadra              |
| -- | --------------------- | ----- | ---------------- | -------------------- |
| -  | Vladimir Kuzjutkin    | All   | -                | -                    |
| 1  | Marija Borodakova     | C     | 8 marzo 1986     | Dinamo Mosca         |
| 2  | Hanna Cokur           | S     | 2 aprile 1984    | VK Samorodok         |
| 3  | Marija Žadan          | P     | 6 febbraio 1983  | Universitet Belgorod |
| 4  | Elena Konstantinova   | C     | 25 agosto 1981   | Dinamo-Jantar        |
| 6  | Ksenija Naumova       | S     | 1º febbraio 1990 | Zareč'e Odincovo     |
| 7  | Natal'ja Safronova    | S     | 6 febbraio 1979  | Dinamo Mosca         |
| 10 | Julija Sedova         | C     | 8 gennaio 1985   | Avtodor-Metar        |
| 11 | Ekaterina Gamova      | O     | 17 ottobre 1980  | Dinamo Mosca         |
| 12 | Marina Šešenina       | P     | 26 giugno 1985   | Uraločka NTMK        |
| 14 | Ekaterina Kabešova    | L     | 5 agosto 1986    | VK Leningradka       |
| 15 | Tat'jana Košeleva     | S     | 23 dicembre 1988 | Zareč'e Odincovo     |
| 18 | Ekaterina Starodubova | L     | 19 ottobre 1984  | Universitet Belgorod |

## Stati Uniti
| N° | Nome              | Ruolo | Data di nascita  | Squadra              |
| -- | ----------------- | ----- | ---------------- | -------------------- |
| -  | Hugh McCutcheon   | All   | -                | -                    |
| 1  | Nicole Fawcett    | O     | 16 dicembre 1986 | Gigantes de Carolina |
| 4  | Angela McGinnis   | P     | 3 novembre 1986  | Beşiktaş             |
| 6  | Nicole Davis      | L     | 24 aprile 1982   | Stati Uniti          |
| 7  | Angela Pressey    | S     | 6 giugno 1986    | Llaneras de Toa Baja |
| 8  | Cynthia Barboza   | O     | 7 febbraio 1987  | Stanford             |
| 9  | Alexis Crimes     | C     | 12 giugno 1986   | Llaneras de Toa Baja |
| 10 | Kristin Richards  | S     | 30 giugno 1985   | Fakel                |
| 11 | Jordan Larson     | S     | 16 ottobre 1986  | Vaqueras de Bayamón  |
| 14 | Heather Hughes    | O     | 22 giugno 1986   | Beşiktaş             |
| 15 | Courtney Thompson | P     | 4 novembre 1984  | Köniz                |
| 16 | Christa Harmotto  | C     | 12 dicembre 1986 | Penn State           |
| 18 | Foluke Akinradewo | C     | 5 ottobre 1987   | Stanford             |

## Thailandia
| N° | Nome                         | Ruolo | Data di nascita  | Squadra    |
| -- | ---------------------------- | ----- | ---------------- | ---------- |
| -  | Kiattipong Radchatagriengkai | All   | 17 luglio 1966   | Federbrau  |
| 1  | Wanna Buakaew                | L     | 2 gennaio 1981   | Federbrau  |
| 5  | Pleumjit Thinkaow            | C     | 9 novembre 1983  | Federbrau  |
| 6  | Onuma Sittirak               | S     | 13 giugno 1986   | Federbrau  |
| 7  | Narumon Khanan               | P     | 26 gennaio 1983  | Federbrau  |
| 8  | Utaiwan Kaensing             | C     | 7 settembre 1988 | Federbrau  |
| 10 | Wilavan Apinyapong           | S     | 6 giugno 1984    | Federbrau  |
| 11 | Amporn Hyapha                | C     | 19 maggio 1985   | Federbrau  |
| 12 | Kamonporn Sukmak             | P     | 29 febbraio 1988 | Nonthabury |
| 13 | Nootsara Tomkom              | P     | 7 luglio 1985    | Federbrau  |
| 15 | Malika Kanthong              | O     | 8 gennaio 1987   | Federbrau  |
| 18 | Em-orn Phanusit              | S     | 25 marzo 1988    | Federbrau  |
| 19 | Tapaphaipun Chaisri          | L     | 29 novembre 1989 | Federbrau  |